# Tallvik
Tallvik – miejscowość (tätort) w Szwecji, w regionie administracyjnym (län) Norrbotten, w gminie Överkalix.
Według danych Szwedzkiego Urzędu Statystycznego liczba ludności wyniosła: 497 (31 grudnia 2015), 502 (31 grudnia 2018) i 497 (31 grudnia 2019).